# ور ساکروم (مجله)

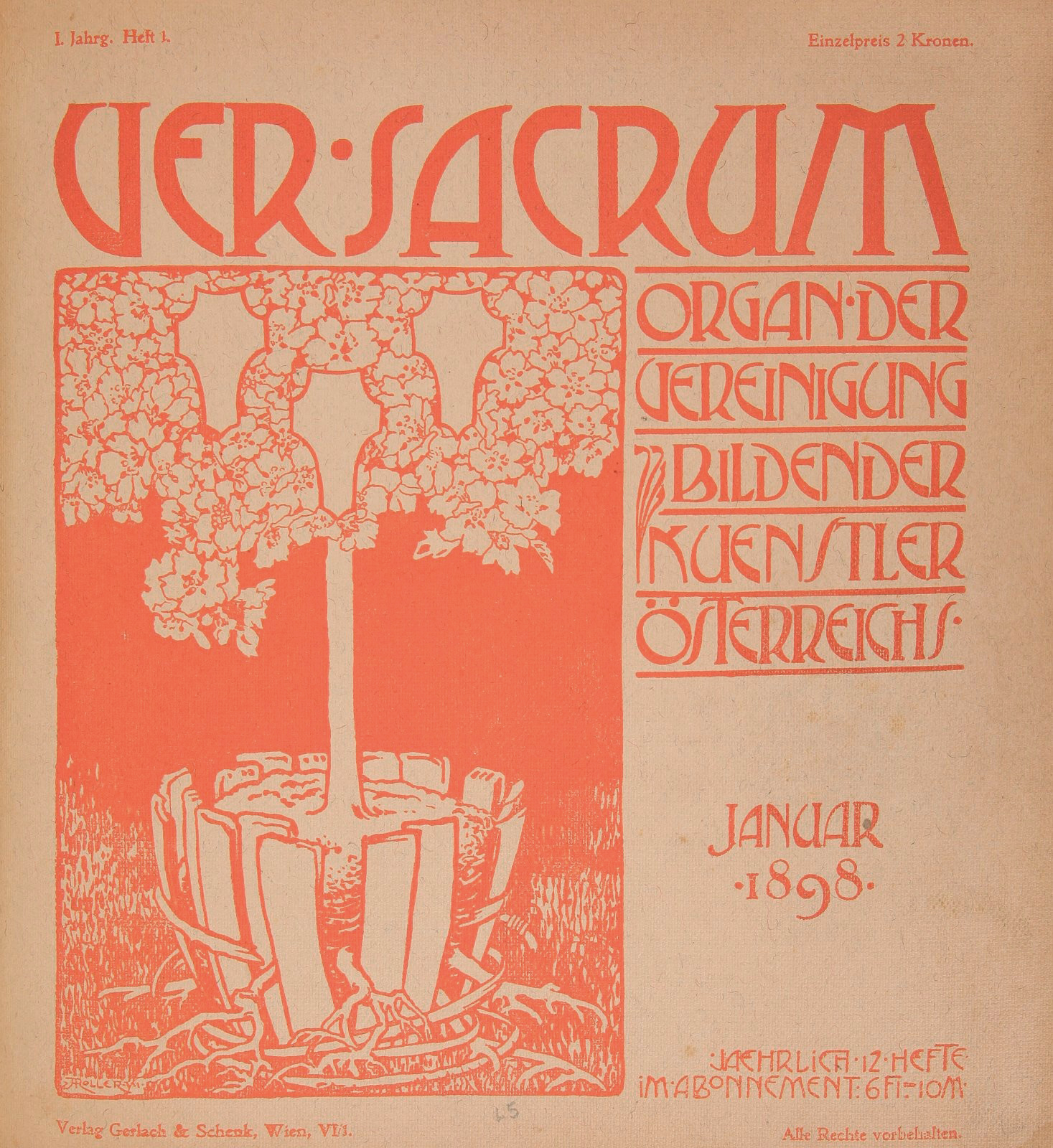
آلفرد رولر (۱۸۹۸ میلادی)، روی جلد اولین شمارهٔ ور ساکروم

ور ساکروم (به لاتین: Ver Sacrum) (به معنای «بهار مقدس» در لاتین) مجلۀ رسمی جدایی وین بود. این مجله که توسط گوستاو کلیمت و ماکس کورتسوایل تأسیس شد، از سال ۱۸۹۸ تا ۱۹۰۳ میلادی منتشر می‌شد، که شامل طراحی‌ها و طرح‌هایی به سبک جدایی به همراه مشارکت‌های ادبی نویسندگان برجسته از سراسر اروپا بود. برخی از آن‌ها عبارتند از: راینر ماریا ریلکه، هوگو فون هوفمانستال، موریس مترلینک، کنوت هامسون، اتو یولیوس بیرباوم، ریشارد دهمل، ریکاردا هوخ، کنراد فردیناند مایر، یوزف ماریا آوخنتالر و آرنو هولتس.